# 조성완
조성완(趙成琓, 1963년 10월 6일 ~ )은 대한민국의 소방공무원이다. 서대전고등학교와 충남대학교를 졸업해 고려대학교 대학원 석사, 서울시립대학교 박사과정을 수료했으며 기술고시 26회 출신으로 내무부 중앙공무원 교육원 내무과 임용 이후 1992년 소방령 특별채용으로 소방에 입문했다. 이 후 대전광역시 소방본부 방호과장과 소방행정과장 , 행정자치부 소방국 예방과, 대전광역시 소방본부장, 소방방재청 소방제도과장, 구조구급과장, 중앙소방학교장, 서울소방재난본부장, 소방방재청 차장 등을 역임하였다. 2014년 10월 28일 정부조직개편을 앞두고 있는 상황에서 돌연 사의를 표명하고 명예퇴직을 신청하였고 남상호 소방방재청장도 30일 사표를 제출하였다. 청장, 차장 모두 2014년 10월 31일자로 면직되었으며 정부조직법 개정안 등에 대한 소방관들의 반발에 미온적으로 대응해온 데 대한 경질성 문책 인사로 추측되었다.

## 학력
- 1982년: 서대전고등학교 동문
- 1989년: 충남대학교 학사
- 2001년: 고려대학교 대학원 석사
- 2010년: 서울시립대학교 대학원 박사

## 경력
- 기술고시 26회
- 1991년: 중앙공무원교육원 내무과 근무
- 1992년: 충북소방본부 방호과 근무(지방소방령 특별채용)
- 1995년: 중앙소방학교 교학과
- 1997년: 대전소방본부 방호과장
- 대전소방본부 소방행정과장
- 대전북부소방서장
- 2000년: 행정자치부 소방국 예방과 근무
- 2004년: 대전소방본부장
- 2007년: 소방방재청 소방제도과장
- 소방방재청 구조구급과장
- 2008년: 중앙소방학교장
- 2010년: 소방방재청 소방정책국장
- 2012년: 제25대 서울특별시 소방재난본부 본부장
- 2013년: 소방방재청 차장
- 2017년 12월 8일 ~ 2021년 2월: 제16대 한국전기안전공사 사장
- 2022년 1월 ~ : 더불어민주당 입당
- 2022년 10월 ~ : 한국안전리더스포럼포럼 고문

## 수상
- 2007년: 홍조근정훈장